# Roger Escapa Farrés
Roger Escapa Farrés   (Sabadell, 4 de juliol de 1988) és un periodista català. Des de la tardor del 2018 és director i presentador d’El suplement.
Escapa es va formar en Economia i Periodisme a la Universitat Autònoma de Barcelona. Va començar la seva carrera periodística a Matadepera Ràdio i a Ràdio Sabadell. Posteriorment, va treballar a Barcelona Televisió, on va exercir de redactor dels serveis informatius.
El juliol del 2014 va entrar a Catalunya Ràdio per fer una secció a El suplement d'estiu, que presentava Ricard Ustrell. Va ser redactor del mateix programa durant dues temporades. El setembre del 2017 es va incorporar com a segona veu al costat de Mònica Terribas a El matí de Catalunya Ràdio, programa que va dirigir l'estiu del 2018. A la tardor del 2018 es posa al capdavant d'El suplement.
A TV3, Escapa ha presentat i codirigit Conflicte interior, un programa al voltant dels enviats especials i corresponsals de guerra. Ha participat també a El cotxe amb Eloi Vila.

## Premis i reconeixements
- 2019 - Premi Ramon Juncosa de Divulgació i periodisme transfronterer pel reportatge 'Elna, bressol d'exiliats'[7]
- 2020 -  Premi de Periodisme Turístic Mañé i Flaquer pel reportatge 'El dia que va caure el mur'[8]
- 2021 - XXV Premi Civisme als mitjans de comunicació, modalitat ràdio, pel reportatge 'Suïcidi: el gran tabú'[9]